# Chondroscaphe
Chondroscaphe is een geslacht van orchideeën uit de onderfamilie Epidendroideae, afgesplitst van het geslacht Chondrorhyncha.
Het zijn kleine epifytische planten uit vochtige tropische montane regenwouden van Colombia, Ecuador, Peru en Costa Rica, gekenmerkt door een sterk gewimperde bloemlip.

## Naamgeving en etymologie
De botanische naam Chondroscaphe is afkomstig van het Oudgriekse χόνδρος, chondros (kraakbeen) en σκάφη, skaphē (bekken, boot), naar de vorm van de bloemlip.

## Kenmerken
Chondroscaphe-soorten zijn kleine epifytische planten met een sympodiale groei, met twee rijen waaiervormige geplaatste, donkergroene, lijnvormige bladeren, en één korte, okselstandige, eenbloemige bloeistengel, met een in verhouding grote bloem.
De bloemen zijn niet-geresupineerd en hebben een holle, komvormige bloemlip met een smalle, basale callus en een extra, op een callus lijkende verdikking verder naar de top van de lip. De randen van de lip zijn sterk gewimperd. Het gynostemium draagt vier afgeplatte pollinia, door een duidelijk stipum verbonden met het viscidium.

## Taxonomie
De soorten die het geslacht Chondroscaphe vormen, werden aanvankelijk beschreven als een sectie van Chondrorhyncha. In 1993 werden zij door Senghas en Gerlach, op basis van DNA-onderzoek, in een apart, monofyletisch geslacht geplaatst.
Het geslacht omvat veertien soorten. De typesoort is Chondroscaphe flaveola.

### Soorten
- Chondroscaphe amabilis (Schltr.) Senghas & G.Gerlach (1993)
- Chondroscaphe atrilinguis Dressler (2001)
- Chondroscaphe bicolor (Rolfe) Dressler (2001)
- Chondroscaphe chestertonii (Rchb.f.) Senghas & G.Gerlach (1993)
- Chondroscaphe dabeibaensis P.A.Harding (2008)
- Chondroscaphe eburnea (Dressler) Dressler (2001)
- Chondroscaphe embreei (Dodson & Neudecker) Rungius (1996)
- Chondroscaphe escobariana (Dodson & Neudecker) Rungius (1996)
- Chondroscaphe flaveola (Linden & Rchb.f.) Senghas & G.Gerlach (1993)
- Chondroscaphe gentryi (Dodson & Neudecker) Rungius (1996)
- Chondroscaphe merana (Dodson & Neudecker) Dressler (2001)
- Chondroscaphe plicata (D.E.Benn. & Christenson) Dressler (2001)
- Chondroscaphe venezuelana Pupulin & Dressler (2009)
- Chondroscaphe yamilethae Pupulin (2005)